# Бромид молибдена(IV)
Бромид молибдена(IV) — неорганическое соединение, соль металла молибдена и бромистоводородной кислоты с формулой MoBr4, 
чёрные кристаллы,
растворимые в воде.

## Получение
- Пропускание паров брома над нагретым молибденом:

{\displaystyle {\mathsf {Mo+2Br_{2}\ {\xrightarrow {525-625^{o}C}}\ MoBr_{4}}}}

## Физические свойства
Бромид молибдена(IV) образует чёрные гигроскопичные кристаллы, 
растворимые в воде.

## Химические свойства
- Разлагается при сильном нагревании:

{\displaystyle {\mathsf {2MoBr_{4}\ {\xrightarrow {T}}\ 2MoBr_{3}+Br_{2}}}}